# SPFDisk
SPFDisk（SPecialFDisk） 是一套磁碟分割工具與啟動管理程式（Boot Manager），使用圖形化的操作介面，並且支援繁體中文、簡體中文和英文，作者為馮緒平。
SPFDisk 使用C語言和組合語言寫成。

## 功能
- 硬碟分割
- 啟動管理程式安裝與設定
- 硬碟分割表救援
- 快速硬碟格式化

## 外部連結
- 鳥哥的 Linux 私房菜 -- 一個簡單的 spfdisk 分割硬碟實例（页面存档备份，存于）
- iThome online :：創造SPFDisk，打敗FDisk的達人